# Día Internacional de las Cooperativas
El Día Internacional de las Cooperativas es una jornada que se celebra el primer sábado de julio desde 1995, fue establecida oficialmente en 1992 por la Asamblea General de las Naciones Unidas (AGNU).

## Proclamación
El Día Internacional de las Cooperativas fue proclamado oficialmente en 16 de diciembre de 1992y reiterado el 23 de diciembre de 1994 por la Asamblea General de las Naciones Unidas. La proclamación busca resaltar la importancia de las cooperativas en la promoción de los valores de solidaridad, eficiencia económica, igualdad y paz mundial, alineándolas con los Objetivos de Desarrollo Sostenible (ODS).

## Celebración
Se celebra anualmente el primer sábado de julio. La elección de este día se debe a la tradición de la Alianza Cooperativa Internacional (ACI) de conmemorar las cooperativas en ese día desde 1923. La primera celebración de este día se realizó en 1995 coincidiendo con el centenario de la ACI. En 2012, se celebró el Año Internacional de las Cooperativas, resaltando una década de progreso desde entonces.

## Temas
- 1995: Centenario de la ACI y los próximos 100 años de Cooperación Internacional[7][8][nota 1]
- 1996: La empresa cooperativa: La habilitación para el desarrollo sostenible centrado en las personas[8]
- 1997: La contribución de las cooperativas a la Seguridad Alimentaria Mundial[8]
- 1998: Las cooperativas y la globalización de la economía[8]
- 1999: La política estatal y la legislación sobre cooperativas[8]
- 2000: Las cooperativas y la promoción del empleo[8]
- 2001: Las cooperativas y sus ventajas en el Tercer Milenio[8]
- 2002: La sociedad y las cooperativas en la vida de la comunidad[8]
- 2003: Las cooperativas hacen el desarrollo realidad!: La contribución de las cooperativas a los objetivos de las Naciones Unidas de Desarrollo del Milenio[8]
- 2004: La globalización justa: crear oportunidades para todos[8]
- 2005: Las microfinanzas son parte de nuestra actividad empresarial: Cooperando para salir de la pobreza[8]
- 2006: Construir la Paz a través de las Cooperativas[8]
- 2007: Los principios y valores cooperativos para la Responsabilidad Social Empresarial[8]
- 2008: Lucha contra el cambio climático a través de las cooperativas[8]
- 2009: Impulsar la recuperación mundial por medio de las cooperativas[8]
- 2010: La empresa cooperativa empodera a las mujeres[8]
- 2011: Los jóvenes: El futuro de la empresa cooperativa[8]
- 2012: Las empresas cooperativas ayudan a construir un mundo mejor[8][9]
- 2013: La empresa cooperativa se mantiene fuerte en tiempos de crisis[8]
- 2014: Las empresas cooperativas logran el desarrollo sostenible para todos[8]
- 2015: Elija cooperativo - elija equidad[8]
- 2016: Cooperativas: El poder de actuar para un futuro sostenible[8]
- 2017: Las cooperativas aseguran que nadie se quede atrás[10][11]
- 2018: Consumo y producción sostenibles de bienes y servicios[12]
- 2019: COOPS X un trabajo digno[13]
- 2020: Cooperemos e invitemos a todo el mundo a unirse a la lucha contra el cambio climático[14]
- 2021: Cooperativas: recontruir en colectivo[15]
- 2022: Las cooperativas construyen un mundo mejor[16]
- 2023: Cooperativas por el desarrollo sostenible[17][18]
- 2024: Construyendo un Futuro Mejor para Todos[19]